# FDK (hudební skupina)
FDK je česká kapela založena v roce 2001.
- Babb – kytara, sampler & synthetizer, zpěv
- Cholda – kytara, zpěv
- Vanja – kytara, programování
- Hujer – basová kytara
- Přéma – bicí

## Historie a současnost
Pražsko-slánsko-mělnická skupina FDK vznikla v roce 2001 ze členů dříve zaniklých, či ještě fungujících kapel Mud Pies, Es colores pinturas, N.A., Noise a vydavatelství DCT rec. V prvním stádiu své existence se kapela nevyhla personálním změnám, ale od prvního koncertu v roce 2002 v pražském klubu 007 kapela odehrála spousty koncertů po celé ČR. Vzhledem k mnohotvárným hudebním vlivům členů kapely byl její styl těžko přesně definovatelný, svojí tvorbou se v této době pohybovali na okrajích stylu emoHC, s občasnými metalovými prvky.
V roce 2006 vydává skupina EP Fuck da Karot, které je významným zlomem, a to hlavně díky instrumentální vyspělosti a celkové zvukové kvalitě nahrávky. V zimě 2006 začíná natáčet videoklip k písni Synchronized z výše uvedeného EP. videoklip je představen v pořadu TV Óčko Výtah a zde úspěšně boduje.
Začátkem roku 2008 začíná Fdk pracovat na nové desce Borderline. Nahrávání alba probíhalo v pražském nahrávacím studiu YGLOO. Mastering alba zpracoval Boris Carloff ve studiu Velvet Matering. Album sklízí skvělé ohlasy z řad fanoušků i hudebních kritiků a umístilo se na čtvrtém místě v anketě Břitva. Ve stejné anketě byla vyhlášena kapela jako objev roku za rok 2008. K albu byl natočen videoklip k písni Last Race Again.
V roce 2009 začíná kapela pracovat na nové desce Earthlinked. Nahrávání alba probíhalo v pražském nahrávacím studiu Biotech. Mix i mastering obstaral Escon Waldes. Toto album stejně jako předchozí Borderline bylo vydáno u vydavatelství Redblack/Xproduction . Album se umístilo na třetím místě v českých výročních rockových cenách anketě Břitva za rok 2010. Videoklip je natočen k písni The First Dream a má úspěch v několika soutěžích.
V současnosti FDK pracuje na nové desce ve vlastním studiu. Nahrávka by měla vyjít v průběhu roku 2022.
13.1.  2023 vyšlo album Sunlight ve formátu MC/CD/LP.

## Diskografie

### EP/Dema
| Rok  | Album         |
| ---- | ------------- |
| 2006 | Fuck da Karot |

### Řadové desky
| Rok  | Album       | Vydavatelství          |
| ---- | ----------- | ---------------------- |
| 2008 | Borderline  | Redblack – Xproduction |
| 2010 | Earthlinked | Redblack – Xproduction |
| 2023 | Sunlight    | Kabinet records        |

### DVD
- DVD Brutal Assault vol. 14, 2009 – Vydavatelství: Brutal Assault Agency

## Galerie

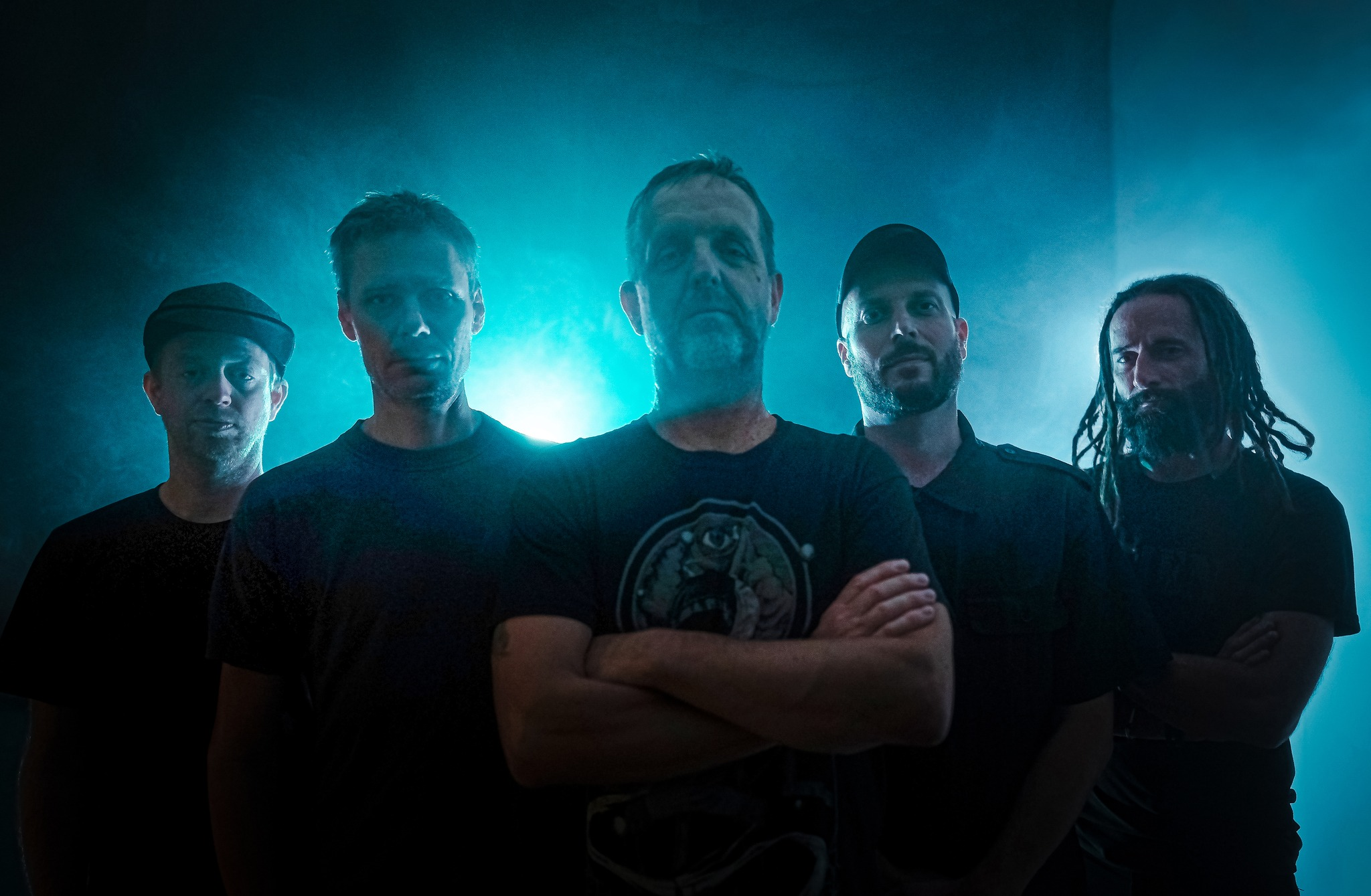

## Videoklipy
- 2006: Synchronized
- 2008: Last Race Again
- 2010: The First Dream